# 俄國內戰期間的大屠殺

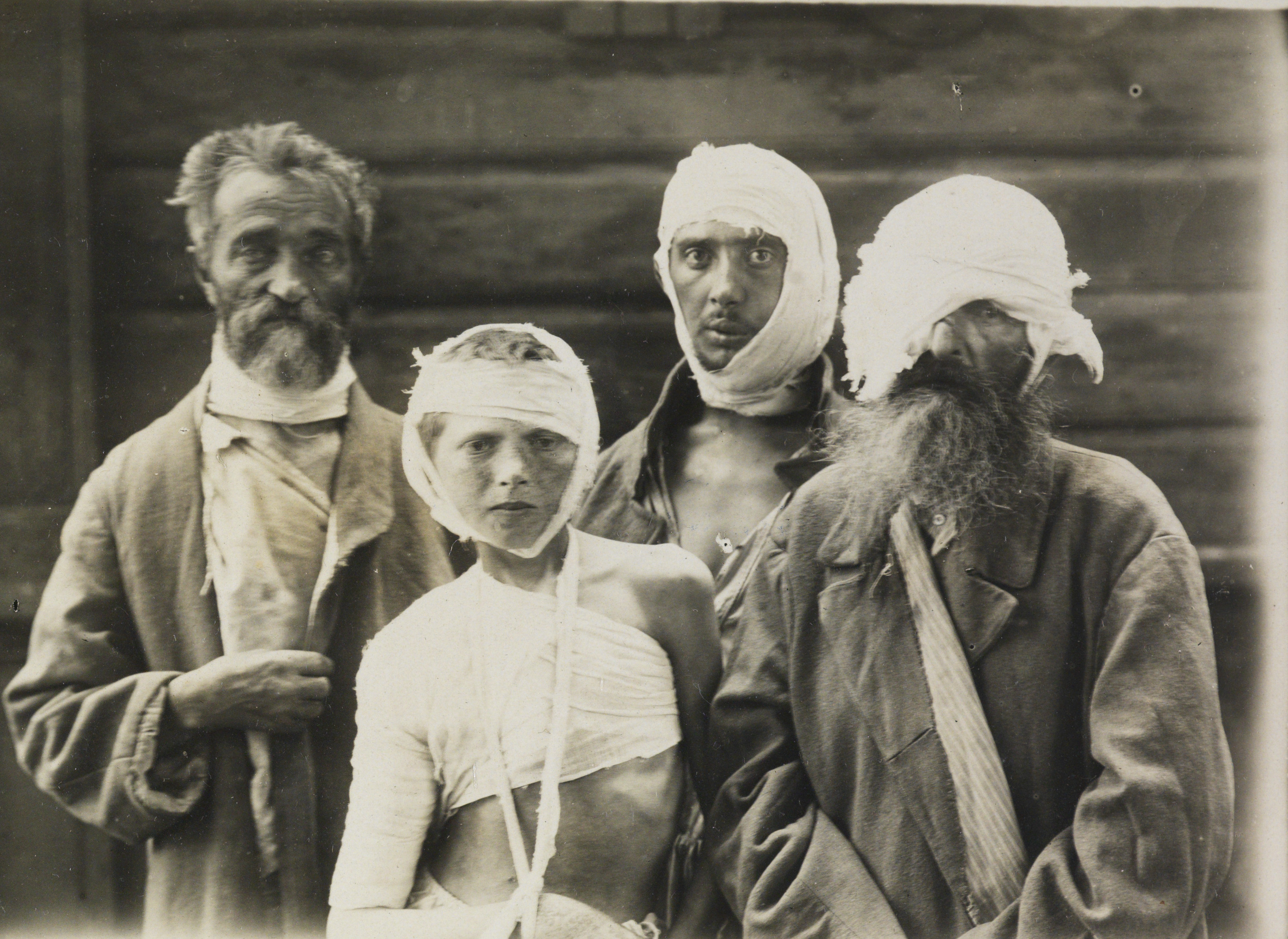
大屠殺的受害者

俄國内戰期間的大屠殺是指俄国内战期间有人對犹太人發起的大规模屠杀，而且大屠殺主要发生在乌克兰境內。 1918年至1920年间，約1,300多个地方发生了1,500起大屠杀，至少有25万人被啥事。當時所有在乌克兰境內活动的武装部队都参与了大屠殺，其中反共的乌克兰人民军以及南俄罗斯武装部队殺死的人數就特別多。据估计，至少有超过一百万的人受到財產损失，5万至30万儿童成为孤儿，50万人被赶出或逃离家园。 